# 키오에아
키오에아는 멸종한 조류이다. 하와이 섬에 서식했으며, 과일이나 야채, 애벌레 등을 주로 먹었다고 한다. 남획과, 외래종, 서식지 파괴 등의 이유로 멸종했다.